# Bröltalbahn
| Kopfbahnhof Streckenanfang (Strecke außer Betrieb)                  | 0,0  | Hennef (Sieg) Pbf     | 67,32 m               |
| Dienststation / Betriebs- oder Güterbahnhof (Strecke außer Betrieb) | 1,0  | Hennef (Sieg) Gbf     | 68,00 m               |
| Abzweig geradeaus und nach rechts (Strecke außer Betrieb)           | 1.0  | nach Asbach (Westerw) | 68,00 m               |
| Brücke über Wasserlauf (Strecke außer Betrieb)                      |      | Sieg                  | Sieg                  |
| Bahnhof (Strecke außer Betrieb)                                     | 2,2  | Allner                | 70,22 m               |
| Bahnhof (Strecke außer Betrieb)                                     | 4,4  | Bröl                  | 79,59 m               |
| Bahnhof (Strecke außer Betrieb)                                     | 9,7  | Ingersauelermühle     | 98,69 m               |
| Bahnhof (Strecke außer Betrieb)                                     | 12,5 | Herrnstein            | 114,48 m              |
| Bahnhof (Strecke außer Betrieb)                                     | 13,6 | Büchel                | 120,16 m              |
| Bahnhof (Strecke außer Betrieb)                                     | 14,7 | Felderhoferbrücke     | 126,35 m              |
| Abzweig geradeaus und nach links (Strecke außer Betrieb)            |      | Papierfabrik (Awanst) | Papierfabrik (Awanst) |
| Bahnhof (Strecke außer Betrieb)                                     | 17,0 | Schönenberg           | 140,17 m              |
| Abzweig geradeaus und nach links (Strecke außer Betrieb)            |      | Saurenbach (Awanst)   | Saurenbach (Awanst)   |
| Bahnhof (Strecke außer Betrieb)                                     | 20,3 | Ruppichteroth         | 164,40 m              |
| Bahnhof (Strecke außer Betrieb)                                     | 24,0 | Benroth               | 188,64 m              |
| Bahnhof (Strecke außer Betrieb)                                     | 25,4 | Berkenroth            | 200,98 m              |
| Brücke über Wasserlauf (Strecke außer Betrieb)                      |      | Bröl                  | Bröl                  |
| Bahnhof (Strecke außer Betrieb)                                     | 27,8 | Rossenbach            | 223,77 m              |
| Kopfbahnhof Streckenende (Strecke außer Betrieb)                    | 31,1 | Waldbröl              | 262,5 m               |

| Kopfbahnhof Streckenanfang (Strecke außer Betrieb)       | 0,0  | Siegburg            | 57,90 m                                       |
|                                                          |      |                     |                                               |
| Brücke über Wasserlauf (Strecke außer Betrieb)           | 0,7  | Sieg                | Benutzung zusammen mit der SSB und der Straße |
|                                                          |      |                     |                                               |
| Haltepunkt / Haltestelle (Strecke außer Betrieb)         |      | Brück               | Brück                                         |
| Haltepunkt / Haltestelle (Strecke außer Betrieb)         | 1,5  | Siegburg-Mülldorf   | 58,60 m                                       |
| Abzweig geradeaus und von rechts (Strecke außer Betrieb) | 3,3  | nach Beuel          | 68,90 m                                       |
| Bahnhof (Strecke außer Betrieb)                          | 3,3  | Niederpleis         | 68,90 m                                       |
| Abzweig geradeaus und nach links (Strecke außer Betrieb) | 3,3  | nach Hennef (Sieg)  | 68,90 m                                       |
| Bahnhof (Strecke außer Betrieb)                          | 5,9  | Birlinghoven        | 75,60 m                                       |
| Brücke über Wasserlauf (Strecke außer Betrieb)           |      | Pleisbach           | Pleisbach                                     |
| Haltepunkt / Haltestelle (Strecke außer Betrieb)         | 7,3  | Dambroich           | 81,60 m                                       |
| Haltepunkt / Haltestelle (Strecke außer Betrieb)         | 8,2  | Scheurenmühle       | 88,82 m                                       |
| Haltepunkt / Haltestelle (Strecke außer Betrieb)         | 9,7  | Uthweiler-Jüngsfeld | 101,71 m                                      |
| Abzweig geradeaus und nach links (Strecke außer Betrieb) |      | Awanst              | Awanst                                        |
| Bahnhof (Strecke außer Betrieb)                          | 11,9 | Oberpleis           | 119,42 m                                      |
| Bahnhof (Strecke außer Betrieb)                          | 13,3 | Herresbach          | 133,45 m                                      |
| Bahnhof (Strecke außer Betrieb)                          | 15,2 | Nonnenberg          | 157,00 m                                      |
| Abzweig geradeaus und nach links (Strecke außer Betrieb) |      | Awanst              | Awanst                                        |
| Bahnhof (Strecke außer Betrieb)                          | 17,1 | Quirrenbach         | 194,00 m                                      |
| Bahnhof (Strecke außer Betrieb)                          | 17,8 | Rostingen           | 205,60 m                                      |
| Abzweig geradeaus und von links (Strecke außer Betrieb)  |      | Dachsberg (Awanst)  | Dachsberg (Awanst)                            |
| Betriebsstelle Streckenende (Strecke außer Betrieb)      |      | Himberg (Awanst)    | Himberg (Awanst)                              |

| Kopfbahnhof Streckenanfang (Strecke außer Betrieb)                  | 0,0  | Beuel                               | 52,00 m              |
| Haltepunkt / Haltestelle (Strecke außer Betrieb)                    | 1,8  | Pützchen                            | 60,10 m              |
| Bahnhof (Strecke außer Betrieb)                                     |      | Vilich                              | Vilich               |
| Bahnhof (Strecke außer Betrieb)                                     | 4,5  | Hangelar                            | 66,00 m              |
| Haltepunkt / Haltestelle (Strecke außer Betrieb)                    | 6,7  | Großenbusch                         | 67,45 m              |
| Abzweig geradeaus und von links (Strecke außer Betrieb)             | 8,2  | nach Siegburg                       | 68,90 m              |
| Bahnhof (Strecke außer Betrieb)                                     | 8,2  | Niederpleis                         | 68,90 m              |
| Abzweig geradeaus und nach rechts (Strecke außer Betrieb)           | 8,2  | nach Rostingen                      | 68,90 m              |
| Bahnhof (Strecke außer Betrieb)                                     | 10,4 | Buisdorf                            | 63,20 m              |
| Haltepunkt / Haltestelle (Strecke außer Betrieb)                    | 11,9 | Quadenhof                           | 65,00 m              |
| Bahnhof (Strecke außer Betrieb)                                     | 14,0 | Geistingen                          | 68,45 m              |
| Bahnhof (Strecke außer Betrieb)                                     | 14,8 | Hennef (Sieg) Pbf                   | 68,20 m              |
| Dienststation / Betriebs- oder Güterbahnhof (Strecke außer Betrieb) | 15,8 | Hennef (Sieg) Gbf                   | 68,00 m              |
| Abzweig geradeaus und nach links (Strecke außer Betrieb)            | 15,8 | nach Waldbröl                       | 68,00 m              |
| Haltepunkt / Haltestelle (Strecke außer Betrieb)                    | 17,8 | Geisbach                            | 74,15 m              |
| Bahnhof (Strecke außer Betrieb)                                     | 19,8 | Kuchenbach                          | 90,70 m              |
| Bahnhof (Strecke außer Betrieb)                                     | 23,6 | Dahlhausen (b Hennef)               | 121,25 m             |
| Abzweig geradeaus und nach links (Strecke außer Betrieb)            |      | Eulenberg (Awanst)                  | Eulenberg (Awanst)   |
| Bahnhof (Strecke außer Betrieb)                                     | 24,9 | Hanfmühle                           | 130,00 m             |
| Bahnhof (Strecke außer Betrieb)                                     | 25,9 | Eudenberg                           | 142,44 m             |
| Abzweig geradeaus und nach rechts (Strecke außer Betrieb)           |      | Awanst                              | Awanst               |
| Bahnhof (Strecke außer Betrieb)                                     | 27,9 | Krautscheid                         | 167,00 m             |
| Bahnhof (Strecke außer Betrieb)                                     | 30,9 | Mendt                               | 212,63 m             |
| Abzweig geradeaus und nach links (Strecke außer Betrieb)            |      | Steineberg (Awanst)                 | Steineberg (Awanst)  |
| Bahnhof (Strecke außer Betrieb)                                     | 33,7 | Buchholz (Westerw)                  | 247,30 m             |
| Abzweig geradeaus und von rechts (Strecke außer Betrieb)            |      | Bennau-Berg (Awanst)                | Bennau-Berg (Awanst) |
| Bahnhof (Strecke außer Betrieb)                                     | 36,5 | Bennau-Thal                         | 228,98 m             |
| Kopfbahnhof Streckenende (Strecke außer Betrieb)                    | 38,4 | Asbach (Westerw) (heute RSE-Museum) | 245,70 m             |

Die Bröltalbahn war die erste Schmalspurbahn des öffentlichen Verkehrs in Deutschland; die Spurweite betrug 785 Millimeter. Sie war der Kern eines Eisenbahnunternehmens, das ab 1925 auch Linienbusverkehr durchführte und ab 1956 Personenverkehr nur noch auf der Straße betrieb. Bis 1967 blieb noch der am Ende defizitäre Güterverkehr, danach wurden auch die verbliebenen Gleisanlagen abgebaut.
Dieses am 3. Februar 1869 gegründete Unternehmen namens Brölthaler Eisenbahn-Actien-Gesellschaft (BTE) firmierte ab 10. Juni 1921 als Rhein-Sieg-Eisenbahn-AG (RSE). Der Unternehmenssitz wurde im Jahre 1917 von Hennef (Sieg) nach Beuel verlegt. 1983 ging die RSE in der Rhein-Sieg-Verkehrsgesellschaft (RSVG) auf. Sie ist dabei nicht zu verwechseln mit der erst 1994 vom Verkehrsclub Deutschland gegründeten RSE Rhein-Sieg-Eisenbahn.
Das Schienennetz der Bröltalbahn war zu Zeiten seiner größten Ausdehnung insgesamt 87,3 Kilometer lang und diente am Ende hauptsächlich dem Güterverkehr. Mit Übernahme der Heisterbacher Talbahn im Jahre 1901 gehörte auch eine Inselstrecke in 750-Millimeter-Spurweite zum Streckennetz der BTE.
Auf dem historischen Bahnhofsgelände in Asbach im Westerwald befindet sich seit dem Jahr 2000 ein Eisenbahnmuseum zur Bröltalbahn, dessen Sammlung verschiedene historische Triebfahrzeuge der Bröltalbahn umfasst.

## Geschichte

### Vor 1860: Vorgeschichte
Schon in den 40er Jahren des 19. Jahrhunderts gab es Überlegungen, eine Eisenbahn von Köln über Kassel nach Berlin zu bauen, die zwischen Köln und Siegen durch das Bröltal und anschließend weiter nach Kassel führen sollte. Ein großer Verfechter dieser Bahnlinie war Emil Langen, der Generaldirektor der Troisdorfer Friedrich-Wilhelms-Hütte. Er sah den Vorteil der besseren Transportmöglichkeiten und somit der wirtschaftlicheren Erschließung der Eisenerzvorkommen, die um 1830 in Ruppichteroth im Bröltal gefunden worden waren, zu seinem Werk. Weil die Streckenführung durch das Bröltal aber aufgrund der schwierigen Geländeverhältnisse beim damaligen Stand der Technik unmöglich war, entschloss man sich 1857 stattdessen für die Siegstrecke als Verbindung zwischen Köln und Siegen. Das Bröltal erhielt eine Straße, die dem Verlauf der heutigen Bundesstraße 478 folgte. Nun war ein Abtransport der Rohstoffe in Ruppichteroth möglich.

### 1860–1863: Pferdebahn Hennef–Ruppichteroth
Der Eisenerztransport mit Pferde- und Ochsenkarren war jedoch sehr beschwerlich. Deshalb wollten die Besitzer der Friedrich-Wilhelms-Hütte eine Pferdeeisenbahn zum Gütertransport zwischen Hennef (Sieg) und Ruppichteroth bauen. Sie sollte auf ihrer ganzen Länge die Straße mitbenutzen. Das Problem allerdings war, dass die Straße an einigen Stellen zu eng für die Mitbenutzung einer Eisenbahn war, weshalb sie teilweise verbreitert werden musste. Für dieses Bauvorhaben wurde am 2. Juli 1860 die Actien-Commandit-Gesellschaft Friedlieb Gustorff & Co gegründet. Die Gesellschafter waren Emil Langen, der im Namen der Gesellschaft genannte Friedlieb Gustorff, der Bruder von Emil Langens Stiefmutter, und Gustave Lambinion aus Lüttich. Das Grundkapital betrug 100.000 Taler, eingeteilt in Aktien im Wert von je 100 Talern. Am 12. September 1860 wurde ein Vertrag mit den betroffenen Gemeinden Hennef, Lauthausen, Neunkirchen und Ruppichteroth geschlossen. Mit diesem Vertrag wurde der Gesellschaft ein Gebrauchsrecht der Bröltalstraße für die Pferdeeisenbahn eingeräumt, ohne jedoch den normalen Straßenverkehr beeinträchtigen zu dürfen. Als Gegenleistung wurde die Gesellschaft zum Bau und Unterhalt einer Siegbrücke bei Allner verpflichtet. Am 30. November 1860 wurde die Konzession zum Bau der Pferdeeisenbahn durch das Bröltal sowie einer Stichstrecke von 2,4 Kilometern in das Saurenbachtal erteilt. Neben Eisenerz wurde auch Kalk, Holz und Kohle transportiert. Das Eisenerz wurde in Hennef auf die normalspurige Köln-Gießener Eisenbahn zum Weitertransport zur Friedrich-Wilhelms-Hütte nach Troisdorf umgeladen.

### 1863–1869: Beginn der Dampflokära
Als die Förderleistung stieg, entstanden Pläne, die Bahn auf Dampfbetrieb umzustellen, der unter anderem durch Einsparung von Personalkosten viel günstiger zu werden versprach. Die Transportkosten betrugen nämlich bei Dampfbetrieb nur 25 % der Transportkosten bei Pferdebetrieb. Außerdem waren Dampflokomotiven viel schneller. So dauerte ein Umlauf mit einer Dampflok zweieinhalb und mit einem Pferdegespann neun Stunden. Allerdings lehnten große Teile der Bevölkerung den Einsatz von Dampfloks ab, weil sie in ihnen feuerspeiende Ungetüme sahen und es nicht guthießen, dass diese Lokomotiven auf der Straße und nah vorbei an Menschen, Tieren und Häusern fahren würden. Deshalb musste 1863 in der Probezeit immer ein Polizeikommissar mitfahren und aufschreiben, wenn Tiere beim Vorbeifahren des Zuges scheuten oder Ähnliches geschah. Am 25. April 1863 fuhr dann die erste Dampflok im Bröltal.

### 1869–1885: Strecke nach Waldbröl
Da das Transportaufkommen für das Eisenerz gegen Ende der 1860er Jahre rückläufig wurde, kam es zu der Überlegung, die Bröltalbahn bis Waldbröl zu verlängern, weil die Gegend um Waldbröl noch unzureichend erschlossen war, um so das Transportaufkommen zu steigern und dem Verlust entgegenzuwirken. So wurde am 3. Februar 1869 beschlossen, die Commandit-Gesellschaft in eine Aktiengesellschaft umzuwandeln. Die neue Gesellschaft hieß Brölthaler Eisenbahn-Actien-Gesellschaft und hatte ihren Sitz in Hennef (Sieg). Der Preußische Staat gab der Gesellschaft ein Kapital von 60.000 Talern. Im Gegenzug sollte sie Personenverkehr auf der Strecke von Waldbröl nach Ruppichteroth einrichten. Zusammen mit der staatlichen Prämie und den Einlagen im Wert von 170.000 Talern betrug das Grundkapital 230.000 Taler. Friedlieb Gustorff wurde Vorstand. Am 6. September 1870 wurde die Strecke nach Waldbröl eröffnet. Der Eisenerztransport ging weiter zurück, so dass 1877 die Stichstrecke zur Eisenerzgrube im Saurenbachtal abgebaut wurde. Allerdings wurden immer mehr andere Güter befördert. Der Personenverkehr war kostenlos mit in Eigenarbeit gebauten Personenwagen, die hinter die Güterzüge gehängt wurden. Am 1. Juli 1871 wurde der Personenverkehr auch zwischen Hennef und Ruppichteroth eingeführt. Erst ab 16. September 1872 war ein Fahrpreis zu zahlen. Trotzdem stieg die Personenbeförderung weiter an. Der Güterverkehr dagegen ging zurück.

### 1885–1914: Ausbau des Schienennetzes
| Strecke                | Eröffnung         |
| ---------------------- | ----------------- |
| Hennef–Ruppichteroth   | 27. Mai 1862      |
| Ruppichteroth–Waldbröl | 6. September 1870 |
| Hennef–Beuel           | 1. Dezember 1891  |
| Hennef–Buchholz        | 20. Januar 1892   |
| Buchholz–Asbach        | 15. August 1892   |
| Niederpleis–Oberpleis  | 7. Mai 1893       |
| Oberpleis–Herresbach   | 21. Februar 1894  |
| Niederpleis–Siegburg   | 1. Mai 1899       |
| Herresbach–Rostingen   | 1. Oktober 1902   |

Wegen des anhaltenden Rückgangs des Eisenerztransports verloren die Besitzer aus der Friedrich-Wilhelms-Hütte das Interesse an der Bröltalbahn. Deshalb übernahmen das Bankhaus Sal. Oppenheim und die Disconto-Gesellschaft 1885 die Bahn, vor allem wegen des profitreichen Basalttransportes in der Gegend des nordwestlichen Westerwaldes. Aus diesem Grund begann der Ausbau des Streckennetzes. Am 1. Dezember 1891 wurde die Strecke von Hennef nach Beuel eröffnet. Am 20. Januar 1892 folgte die Strecke von Hennef nach Buchholz und am 15. August 1892 die Verlängerung nach Asbach. Bis zum 1. Oktober 1902 gingen die Strecken Niederpleis–Oberpleis, von Oberpleis nach Herresbach, von Niederpleis nach Siegburg sowie von Herresbach nach Rostingen in Betrieb, so dass das Schienennetz nun auf 87,3 Kilometer angewachsen war.
Im Gegensatz zur Verbindung durch das Bröltal bekamen alle anderen Strecken einen eigenen Bahnkörper und wurden nicht mehr in der Straße verlegt. Acht Basaltsteinbrüche erhielten ihren eigenen Gleisanschluss. Im Beueler Hafen wurde der Basalt dann auf Schiffe verladen. Am 8. Oktober 1903 wurde die Heisterbacher Talbahn (HTB) übernommen, eine Schmalspurbahn mit 750 Millimetern Spurweite, die von Niederdollendorf nach Grengelsbitze verlief. In der Folgezeit stiegen die Transportleistungen bis zum Ersten Weltkrieg für den Personen- wie den Güterverkehr steil an. Allerdings erlitt die Bahngesellschaft einige Einbußen, weil sie im Güterverkehr Konkurrenz durch die von der Staatsbahn am 15. Dezember 1906 eröffnete Wiehltalbahn von Wiehl nach Waldbröl und im Personenverkehr von der am 9. September 1911 eröffneten Strecke von Siegburg nach Bonn der SSB bekam. Eine weitere Konkurrenzstrecke war die normalspurige Kleinbahn Bielstein–Waldbröl.
- Bahnhof Asbach auf einer Postkarte von 1901
- Bahnhof Siegburg im Jahr 1903 in einer Zeichnung
- Postkarte von Ingersau mit der Bröltalbahn von 1905

### 1914–1921: Erster Weltkrieg und Folgejahre
Im Ersten Weltkrieg transportierte die Bahn mehr kriegswichtige Güter und weniger Basalt. Außerdem nahm der Personenverkehr stark zu, insbesondere durch den Transport der Arbeiter der Munitionsfabriken. Nach dem Krieg litt die Bahn unter Schwierigkeiten durch die französische Besatzung und die Inflation.
Am 1. Juni 1921 übernahm die Bröltaler Eisenbahn AG die Basaltbahn vom Endhaltepunkt Rostingen der „Pleistalstrecke“ Siegburg-Niederpleis-Rostingen bis nach Aegidienberg-Rottbitze mit Anschlussgleisen zu den dortigen Basaltbrüchen am Himberg und am Dachsberg.
Am 10. Juni 1921 wurde die Brölthaler Eisenbahn-Actien-Gesellschaft in Rhein-Sieg Eisenbahn-Aktiengesellschaft (RSE) umbenannt, weil die Bahn einerseits seit circa 30 Jahren nicht mehr nur durch das Bröltal fuhr und da es zudem viele Verwechslungen mit der Eifeler Brohltal-Eisenbahn gab. Am 23. November 1921 wurde der neue Name in das Handelsregister eingetragen.

### 1921–1931: Einführung des Omnibusses
| Buslinien der RSE vor 1939 | Eröffnung        |
| -------------------------- | ---------------- |
| Bonn–Hennef–Waldbröl       | 1. Februar 1925  |
| Siegburg–Hennef            | 1. Februar 1925  |
| Oberpleis–Niederdollendorf | 1. Februar 1925  |
| Hennef–Asbach              | 11. Februar 1925 |
| Siegburg–Oberpleis         | 18. März 1925    |
| Oberpleis–Königswinter     | 15. Mai 1929     |
| Hennef–Oberpleis           | 6. Dezember 1936 |
| Pützchen–Stieldorf         | 15. Januar 1937  |
| Sankt Augustin–Troisdorf   | 15. Juli 1937    |
| Asbach–Flammersfeld        | 1. Mai 1938      |
| Asbach–Neustadt            | 1. Mai 1938      |

Weil man im Krieg an der Front gute Erfahrungen mit dem relativ neuen Kraftwagen gemacht hatte, begann die RSE am 1. Februar 1925 mit der Einführung des Omnibus-Betriebes. Linienbusse fuhren von Bonn über Hennef (Sieg) nach Waldbröl, von Siegburg nach Hennef, von Oberpleis nach Niederdollendorf, von Hennef nach Asbach sowie von Siegburg nach Oberpleis. Man führte den Busbetrieb sehr früh ein, weil man das Eindringen der Konkurrenz verhindern wollte. Von 1929 bis 1938 wurden sechs weitere Omnibus-Linien eröffnet (siehe Tabelle). Außerdem wurden Ausflugsfahrten angeboten und die RSE wurde zu einem der größten Reisebusbetreiber der Region.

### 1931–1939: Weltwirtschaftskrise und Konkurrenz durch den Straßenverkehr
Auch die RSE war von der allgemeinen Weltwirtschaftskrise betroffen. So wurden 1931 ein Viertel weniger Fahrgäste transportiert als 1932. In diesem Jahr hatte auch der Güterverkehr seinen tiefsten Stand seit dem vollständigen Streckenausbau im Jahre 1900. Danach stieg das Güterverkehrsaufkommen allerdings wieder bis 1938 an, als die höchste Transportleistung zwischen den beiden Weltkriegen erzielt wurde. Dies hatte zwei Gründe: Erstens brauchte man für die Trockenlegung der Zuidersee in den Niederlanden Basalt, der von der Bröltalbahn von den Steinbrüchen bis zum Rhein transportiert wurde, und zweitens baute man die neue Reichsautobahn von Köln nach Frankfurt am Main (die heutige Bundesautobahn 3) durch die umliegende Gegend und die Bröltalbahn belieferte die Baustellen mit Material. Allerdings erkannte man trotz des Erfolgs die drohende Konkurrenz durch die Straße. Deshalb beschaffte man 1937 einen ersten Lastkraftwagen mit Anhänger, der aber im Jahre 1939 schon wieder an die Wehrmacht abgegeben werden musste. Der Schienenpersonenverkehr ging immer weiter zurück und im Jahre 1937 wurden zum ersten Mal mehr Menschen mit dem Linienbus als mit der Bahn transportiert.
Um den Schienenverkehr neben den Omnibusverkehr attraktiver zu gestalten, beschaffte man bereits am 7. Oktober 1934 den ersten Triebwagen, nachdem die zulässige Geschwindigkeit, nach einer Verbesserung des Oberbaus und einer Vergrößerung des Profils von 1.885 Millimetern auf 2.300 Millimeter, auf 30 km/h für Personenzüge, 20 km/h für Güterzüge und 35 km/h für Triebwagen erhöht worden war. Er war vierachsig und hatte eine Leistung von 95 PS. In den nächsten Jahren machte man gute Erfahrungen mit diesem Fahrzeug, so dass 1938 und 1939 vier weitere Triebwagen beschafft wurden. Sie wurden in Hennef, Oberpleis und Asbach stationiert.

### 1939–1951: Zweiter Weltkrieg und Nachkriegszeit
Im 1939 begonnenen Zweiten Weltkrieg wurde der Güterverkehr allerdings immer rückläufiger, weil die Deutsche Reichsbahn Wagenmangel hatte, sowie aufgrund anderer kriegsbedingter Gründe. Der Personenverkehr dagegen nahm rasant zu. 1944 beförderte die Bahn 570 % mehr Fahrgäste als 1938. Ähnlich stieg die Zahl beim Linienbusverkehr. Allerdings war dies nicht von Vorteil für die Bröltalbahn, weil das Geld gleichzeitig weniger wert war. Somit gestaltete sich die Finanzierung des Netzes als schwierig. Die Bahn fuhr allerdings fast den gesamten Zweiten Weltkrieg lang ohne nennenswerte Betriebseinschränkungen. Auch nach dem Krieg fuhr die Bahn weiter, obwohl es Engpässe bei den Brennstoffen gab. Besonders viele Passagiere waren Heimkehrer, die von Waldbröl aus wieder nach Bonn zurückfuhren. Außerdem schritt der Umstieg im Personenverkehr von der Bröltalbahn auf den Linienbus immer weiter voran.

### 1951–1971: Einstellung des Bahnverkehrs
Weil der Linienbusverkehr viel wirtschaftlicher zu betreiben war und da mittlerweile mehr Menschen mit dem Linienbus als mit der Bröltalbahn fuhren, begann man 1951 damit, den Personenverkehr auf der Schiene schrittweise einzustellen. Der letzte Personenzug der Bröltalbahn fuhr am 1. August 1956 zwischen Hennef und Asbach und der letzte Güterzug am 17. Mai 1967 auf der Reststrecke zwischen dem Steinbruch Eudenberg und Beuel. Die Aufsichtsbehörde genehmigte die Stilllegung der Reststrecke aber nur, wenn als Ersatz für den Schienengüterverkehr Lastkraftwagen eingesetzt werden würden. Von dieser Verpflichtung wurde die RSE am 1. Dezember 1971 jedoch befreit. Die verbliebenen drei Dieselloks (V11, V12, V13) wurden an die Zillertalbahn verkauft, die Güterwagen verschrottet. Die Gleise wurden nach Streckeneinstellung in kurzer Zeit abgebaut, die Betriebseinrichtungen und Gebäude verkauft bzw. teilweise für den Busbetrieb weitergenutzt.
| Einstellung des Eisenbahn-Personenverkehrs | Einstellung des Eisenbahn-Personenverkehrs |
| Strecke                                    | Einstellung                                |
| ------------------------------------------ | ------------------------------------------ |
| Oberpleis–Rostingen                        | 20. Mai 1951                               |
| Siegburg–Niederpleis–Rostingen             | 1. Juli 1951 *                             |
| Hennef–Beuel                               | 1. August 1951                             |
| Ruppichteroth–Waldbröl                     | 1. Februar 1953                            |
| Felderhoferbrücke–Ruppichteroth            | 15. Januar 1954                            |
| Ingersauermühle–Felderhoferbrücke          | 15. März 1954                              |
| Hennef–Ingersauermühle                     | 2. März 1954                               |
| Hennef–Asbach                              | 1. August 1956                             |

| Einstellung des Eisenbahn-Güterverkehrs | Einstellung des Eisenbahn-Güterverkehrs                                                          |
| Strecke                                 | Einstellung                                                                                      |
| --------------------------------------- | ------------------------------------------------------------------------------------------------ |
| Nonnenberg–Rostingen                    | 23. Juni 1951                                                                                    |
| Benroth–Waldbröl                        | 1. März 1953                                                                                     |
| Hennef–Waldbröl                         | 1. März 1953 *                                                                                   |
| Hennef–Benroth                          | 20. April 1954                                                                                   |
| Siegburg–Niederpleis                    | 22. Mai 1955                                                                                     |
| Oberpleis–Nonnenberg                    | 1. Februar 1956 (Oberpleis-Willmeroth bis ca. Ende 1961 noch als Anschlussbahn weiter betrieben) |
| Krautscheid–Asbach                      | 1. Dezember 1959 (Krautscheid–Bennau bis ca. 1963 noch als Anschlussbahn weiter betrieben)       |
| Niederpleis–Oberpleis                   | 1. Oktober 1962                                                                                  |
| Eudenberg–Krautscheid                   | 10. Dezember 1964                                                                                |
| Eudenberg–Beuel                         | 17. Mai 1967                                                                                     |

### 1971–1983: Übernahme durch die RSVG
Als es nun keine Bahnanschlüsse zu den Basaltsteinbrüchen gab und die RSE zu einem reinen Linienbusbetrieb wurde, verlor der Hauptaktionär, die Basalt AG aus Linz am Rhein, das Interesse an der RSE. Der Rhein-Sieg-Kreis dagegen, der ebenfalls schon ein umfangreiches Busnetz besaß, hatte sehr großes politisches Interesse an der RSE. Deshalb kaufte die erst am 1. Januar 1973 gegründete und dem Kreis gehörende Rhein-Sieg-Verkehrsgesellschaft (RSVG), in welche die Verkehrsbetriebe des Rhein-Sieg-Kreises sowie die Siegburger Verkehrsgesellschaft der Stadt Siegburg eingegangen waren, am 1. Januar 1973 die RSE auf. Das unbenutzte Gelände der RSE ging in den Besitz der Basalt AG über. Damit war die RSVG neben der Bundesbahn und der Bundespost der einzige Linienbusbetrieb im rechtsrheinischen Rhein-Sieg-Kreis. Ab dem 29. September 1974 waren die RSE und die RSVG in einer Verkehrsgemeinschaft mit gemeinsamem Fahrplan und Tarif untergebracht. Zum 1. Januar 1977 wurde der Betrieb der RSE komplett von der RSVG übernommen und die RSE schließlich am 30. September 1983 aus dem Handelsregister gestrichen. Sie existierte somit nicht mehr.

## RSE-Museum Asbach
In Asbach (Endpunkt der Strecke von Hennef (Sieg)) existiert auf dem historischen Bahnhofsgelände seit dem Jahr 2000 ein Eisenbahnmuseum. Dessen Geschichte begann im örtlichen Lokschuppen. Der Lokschuppen war nach der Betriebseinstellung in Asbach 1959 anfangs noch als Linienbusdepot durch die RSE genutzt und später von der Ortsgemeinde Asbach erworben worden. Die Gemeinde brachte hier zunächst ihren Bauhof unter. Auf der Suche nach einer weiteren Verwendung des Lokschuppens traf die Gemeinde auf Wolfgang Clössner, der eine passende Unterstellmöglichkeit für die inzwischen in seinem Besitz befindliche RSE-Dampflokomotive 53 suchte.
Im Mittelpunkt der Ausstellung steht die aufgearbeitete, rollfähige Dampflokomotive 53, die letzte erhaltene Dampflok der Bröltalbahn / RSE und zugleich eine der modernsten Schmalspur-Dampflokomotiven Deutschlands. An weiteren Fahrzeugen sind seit vielen Jahren schon eine betriebsfähige Diesellok des Typ Ns3f (kein RSE-Original) sowie ein Rollwagen der Zillertalbahn und zwei offene Güterwagen einer polnischen Zuckerfabrik vorhanden. Die Wagen sind baugleich zu den jeweiligen Fahrzeugen der RSE und wurden in deren Zustand versetzt. Zudem beherbergt das Museum verschiedenste Exponate der RSE, von Hebeböcken über Bahnbus-Haltestellen bis zu originalen Signalen. Eine dampfbetriebene Gartenbahn befördert Besucher über das Museumsgelände.
Im Sommer 2013 gelang es Wolfgang Clössner auch die originale Diesellok V 13 der RSE als rollfähiges Exponat von der Zillertalbahn zurückzukaufen. Sie wurde bei der Zillertalbahn oberflächlich wieder in den Zustand der RSE versetzt; aktuell arbeitet ein Team des Museums ehrenamtlich an ihrer Wiederinbetriebnahme in historischer Form.
Mithilfe der ehrenamtlichen Aktiven und des Bauhofes der Gemeinde Asbach wurde ein circa 100 Meter langes Stück Gleis mitsamt Bahnübergang auf dem ehemaligen Asbacher Bahnhofsgelände zum Rangieren und Präsentieren der Fahrzeuge schrittweise wiederaufgebaut. Das historische Empfangsgebäudes wurde zwischenzeitlich von der Gemeinde Asbach erworben und saniert. Im Erdgeschoss befinden sich seit August 2013 die neuen Ausstellungsräume des Museums, das Obergeschoss ist privater Wohnraum. Am 26. November 2016 kehrte der ehemalige Dieseltriebwagen T 2 der Rhein-Sieg Eisenbahn AG in seine alte Heimat zurück. Im Jahre 1938 von der Waggonfabrik Wismar gebaut, ist er das älteste erhalten gebliebene Fahrzeug der alten Bröltalbahn / RSE. Das Fahrzeug überstand den Zweiten Weltkrieg durch zwischenzeitliche Unterstellung im Steinbruch Bennau (nahe Asbach), in einem grünen Tarnlack. Noch bis Ende der 1950er Jahre verkehrte es auf dem schmalspurigen Streckennetz der RSE (z. B. im Pützchens-Markt-Verkehr), ehe es zur baden-württembergischen Jagsttalbahn verkauft wurde. Hier verkehrte es noch bis ins Jahr 1988, wurde aber zwischenzeitlich zum Beiwagen umgebaut. Bis 2016 war ungewiss, was mit dem Fahrzeug geschehen würde. Nun konnte die Gemeinde Asbach das Fahrzeug käuflich erwerben. Es soll rollfähig und optisch im damaligen RSE-Farbkleid hergerichtet werden. Am 13. Februar 2021 bekam der T2 sein lang ersehntes Dach über den Kopf. In Form der neu gestalteten ehemaligen Bauhofhalle gegenüber dem Asbacher Bahnhofsgebäude konnte dies realisiert werden.
Ebenso im Jahre 2021 konnte die Jung 8301, eine Luttermöller-Dampflokomotive der alten Basalt AG Linz/Rhein, in die ehemalige Bauhofhalle überführt werden (Transport und Einlagerung am 12. Februar 2021). 2019 konnte diese von der RSVG übernommen werden. Zwei Jahre sollte es jedoch dauern, ehe sie nun dem RSVG-Busbetriebshof in Hennef-Stossdorf weichen und die Reise in das RSE-Museum nach Asbach (Westerwald) aufnehmen konnte.
Die alte Bauhofhalle wird derzeit zur neuen Fahrzeughalle mit integrierter Werkstatt umgebaut. Angefangen mit der Rekonstruktion der hölzernen Schuppentore, wurden mittlerweile jeweils dahinter liegend zwei 785-mm-Gleise verlegt. Auf dem linken Gleis haben der Triebwagen T2, auf dem rechten Gleis Lok V13 sowie Lok 8301 ihren Platz eingenommen. Der Asbacher Lokschuppen soll nur noch dem musealen Zweck dienen und mit Bezug der neuen Fahrzeughalle die gesamten Werkstattutensilien verlegt wie auch eine klare Trennung zwischen Museum und Werkstatt eingeführt werden.
Am 16. Juli 2021 traf, als temporärer Gast, die ehemalige DEBG / SWEG Jagsttalbahn-Dampflokomotive 152 im RSE-Museum in Asbach ein. Es handelt sich dabei um den ehemaligen Heeresfeldbahn-Loktyp HF 210 E. Zusammen mit dem bekannten Prototyp ''Aquarius C'' (ex. SKGLB 22), ist sie die einzige erhaltene Vertreterin ihrer Art. Sie steht im Privatbesitz einer Eigner-Gesellschaft und ist seit Jahrzehnten erstmals wieder der Öffentlichkeit zugänglich. Lok SWEG 152 stand bereits zusammen mit der RSE-Dampflokomotive 53 im DGEG-Schmalspurmuseum in Viernheim, nahe Heidelberg und Mannheim.
Das Museum öffnet von April bis Oktober an jedem 2. Sonntag im Monat, der Eintritt ist frei.
Seit Winter 2022/23 wird daran gearbeitet, die inzwischen erneuerungsbedürftige Gleisanlage des Museums durch eine soweit möglich originale Rekonstruktion der Gleisanlage aus Betriebszeiten (bis 1959) zu ersetzen. Mittelfristig ist auch die Anbindung der Werkstatt an die Gleisanlage geplant. Am 14. April 2024 war der erste Bauabschnitt nach 16 Monaten Bauzeit befahrbar. Im Bereich zwischen Empfangsgebäude und Lokschuppen entspricht die Gleisanlage bis auf kleine Abweichungen aufgrund aktueller Vorschriften wieder dem Zustand von 1956 vor Einstellung des Personenverkehrs auf diesem Streckenast.
Am 2. August 2025 erreichte mit der O&K 7729 die zweite erhaltene 785-mm-Dampflok der Basalt AG Linz das Museum in Asbach.  Sie ist somit seit Jahren erstmals wieder öffentlich zugänglich.

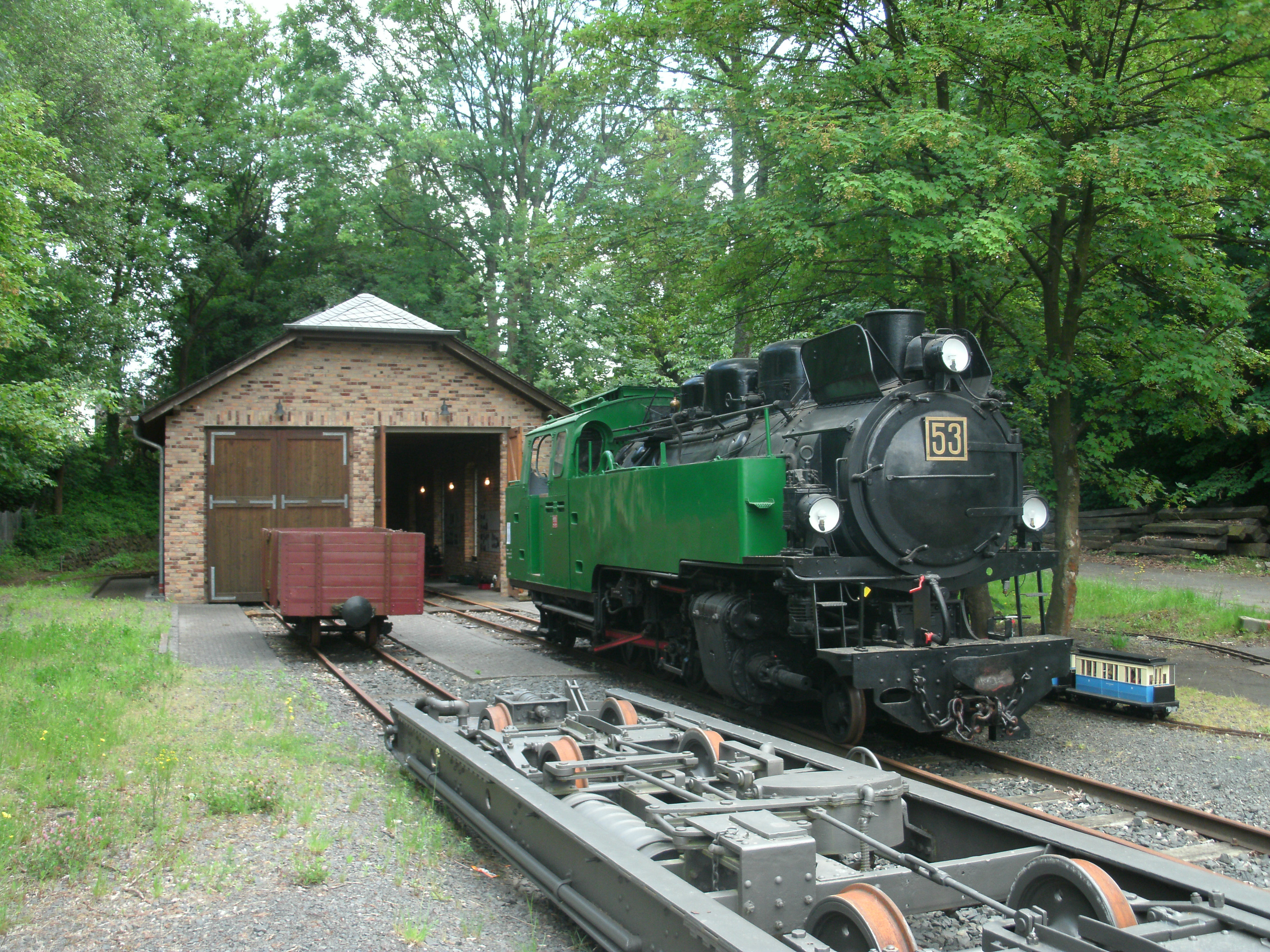
RSE 53 im RSE-Museum Asbach
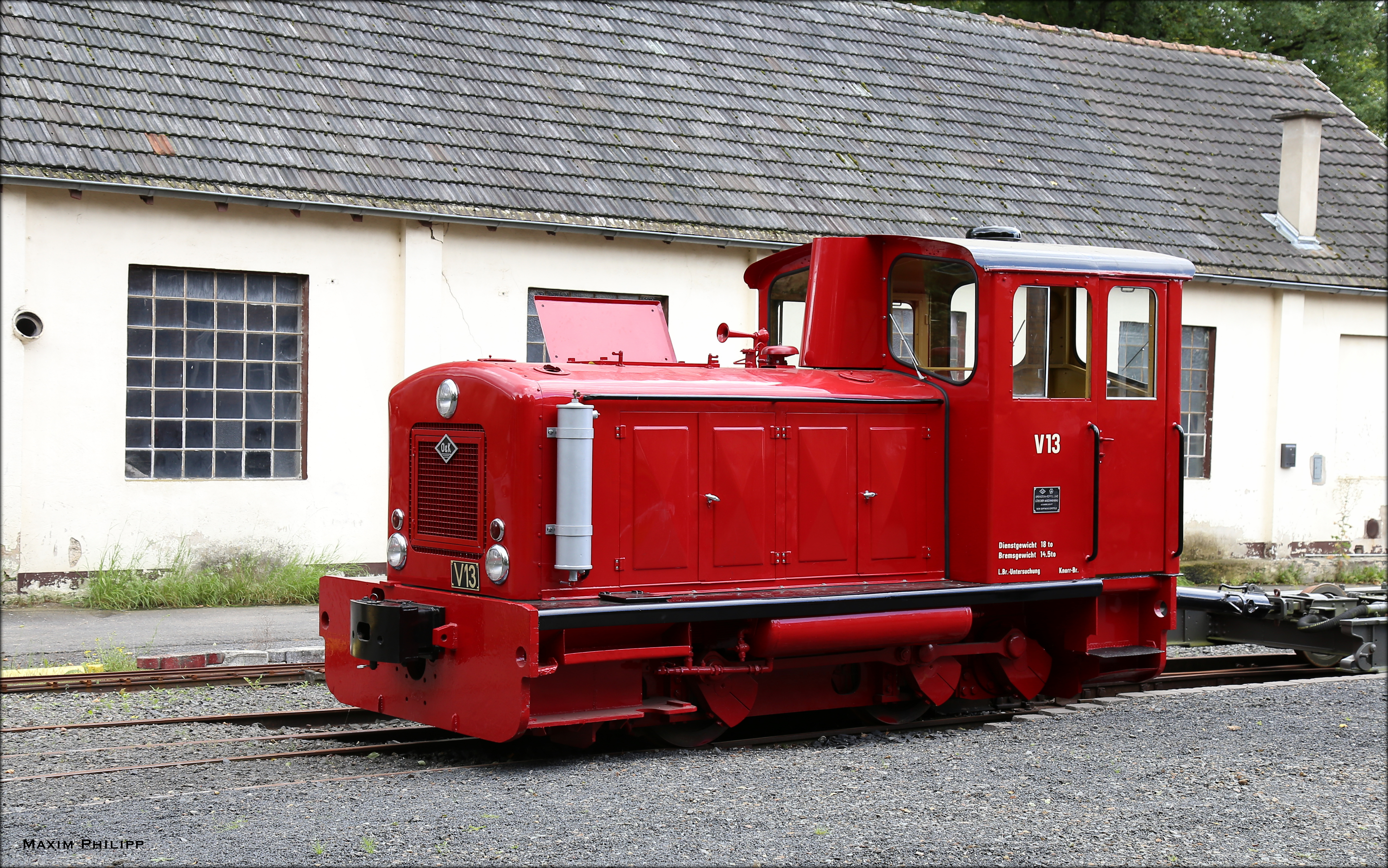
Die im Jahre 2013 heimgekehrte V 13 im RSE-Museum Asbach
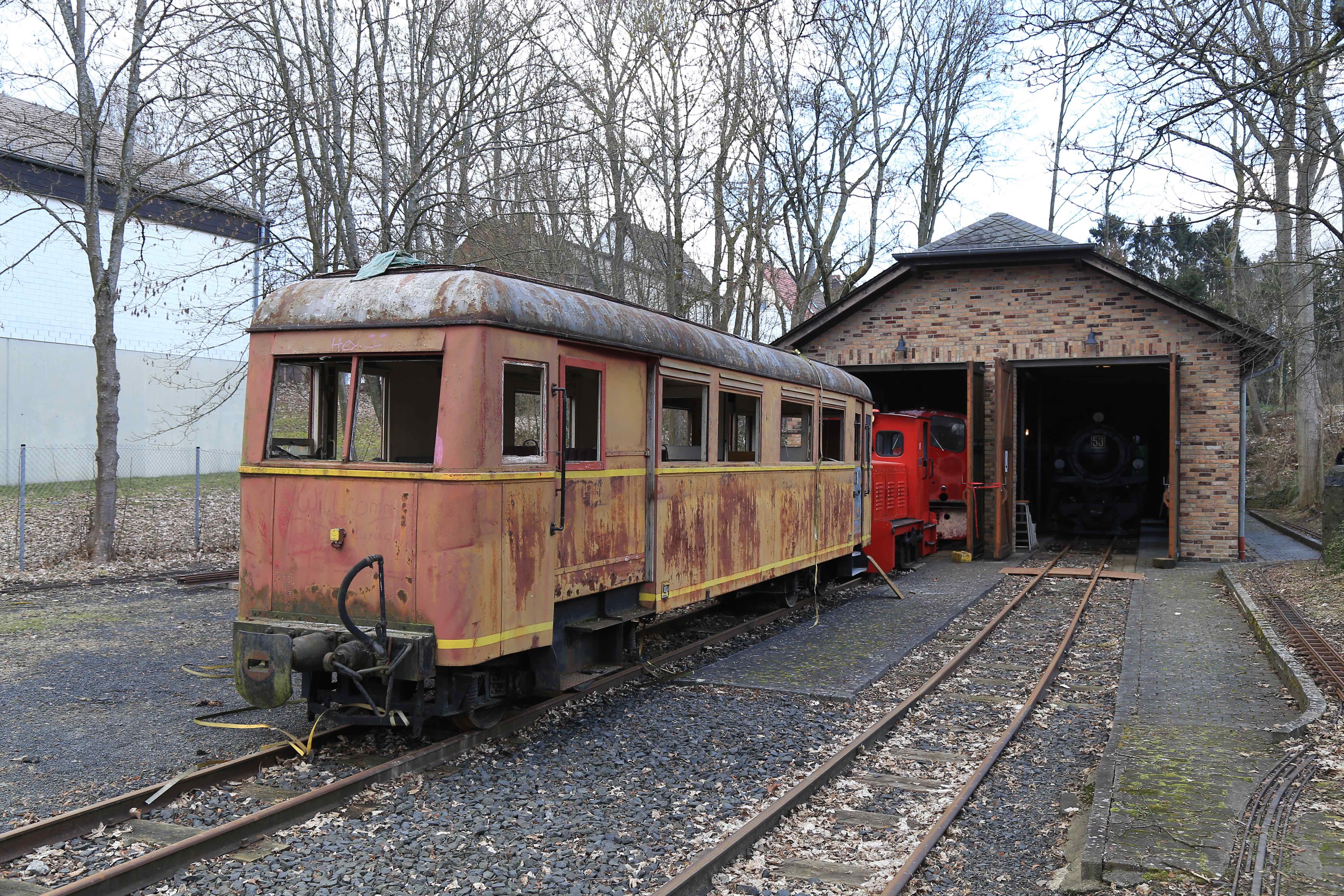
Rhein-Sieg Eisenbahn AG T 2 im RSE-Museum Asbach
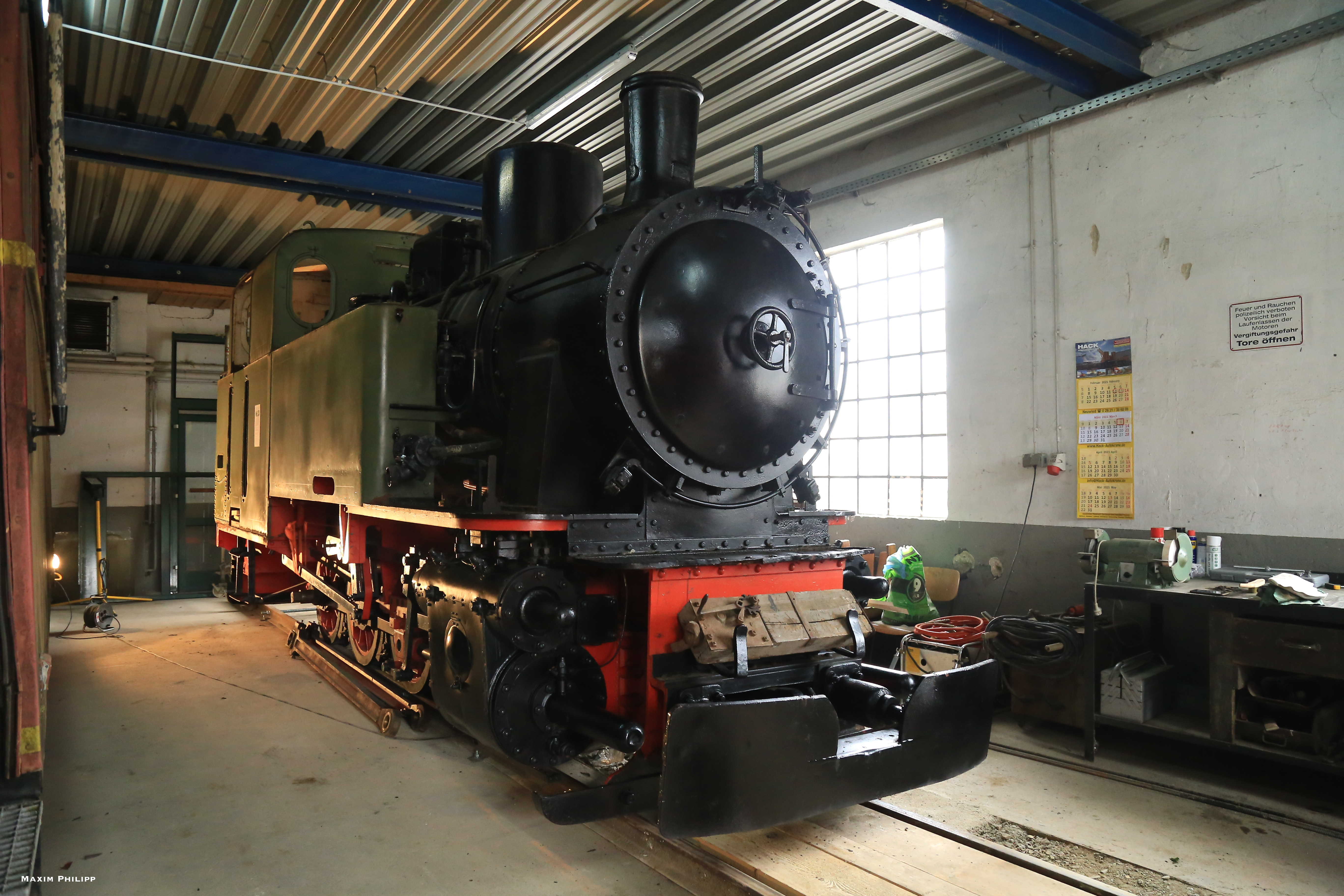
Jung 8301 im März 2021 im RSE-Museum Asbach
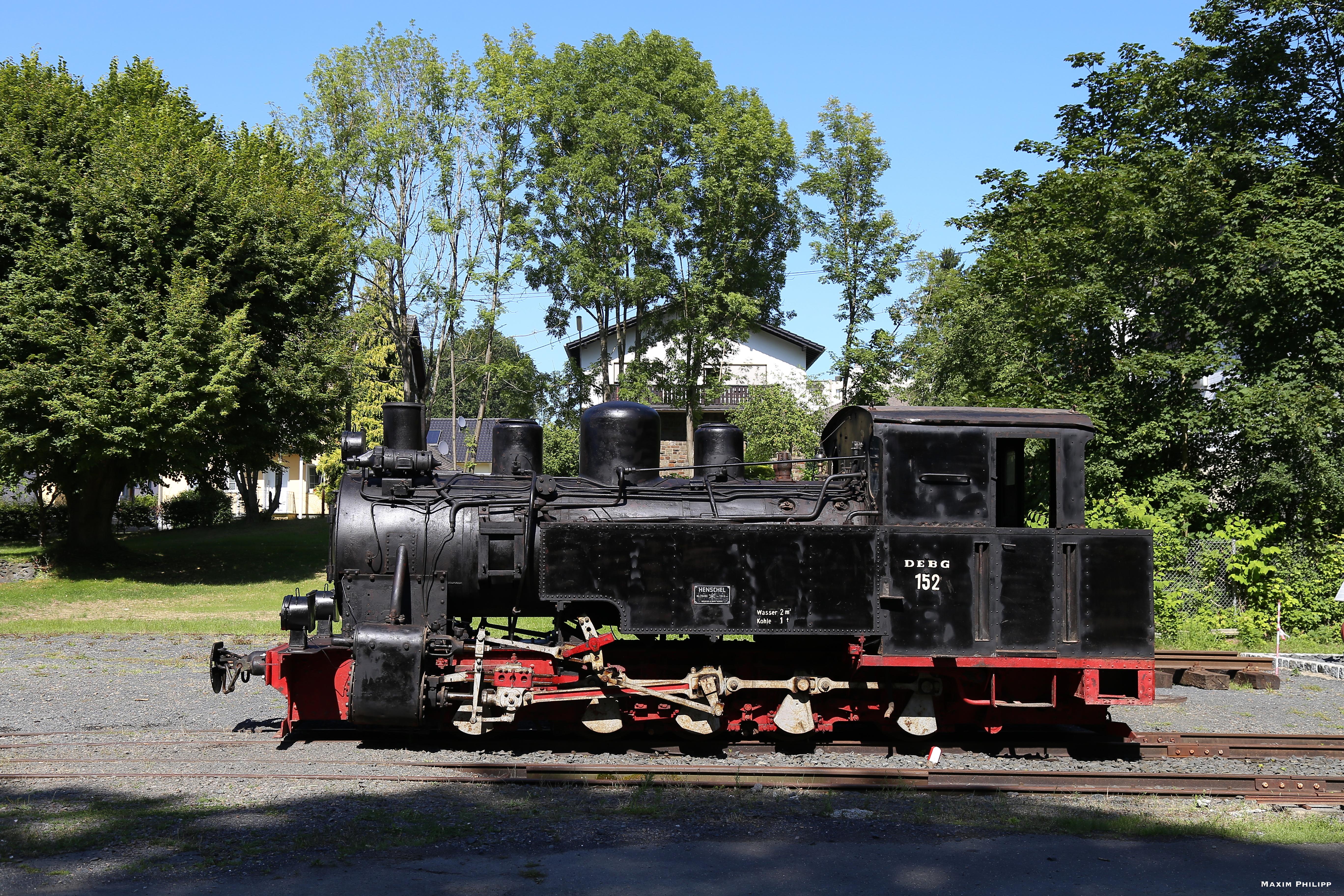
SWEG 152 in Asbach/Westerwald (2021)
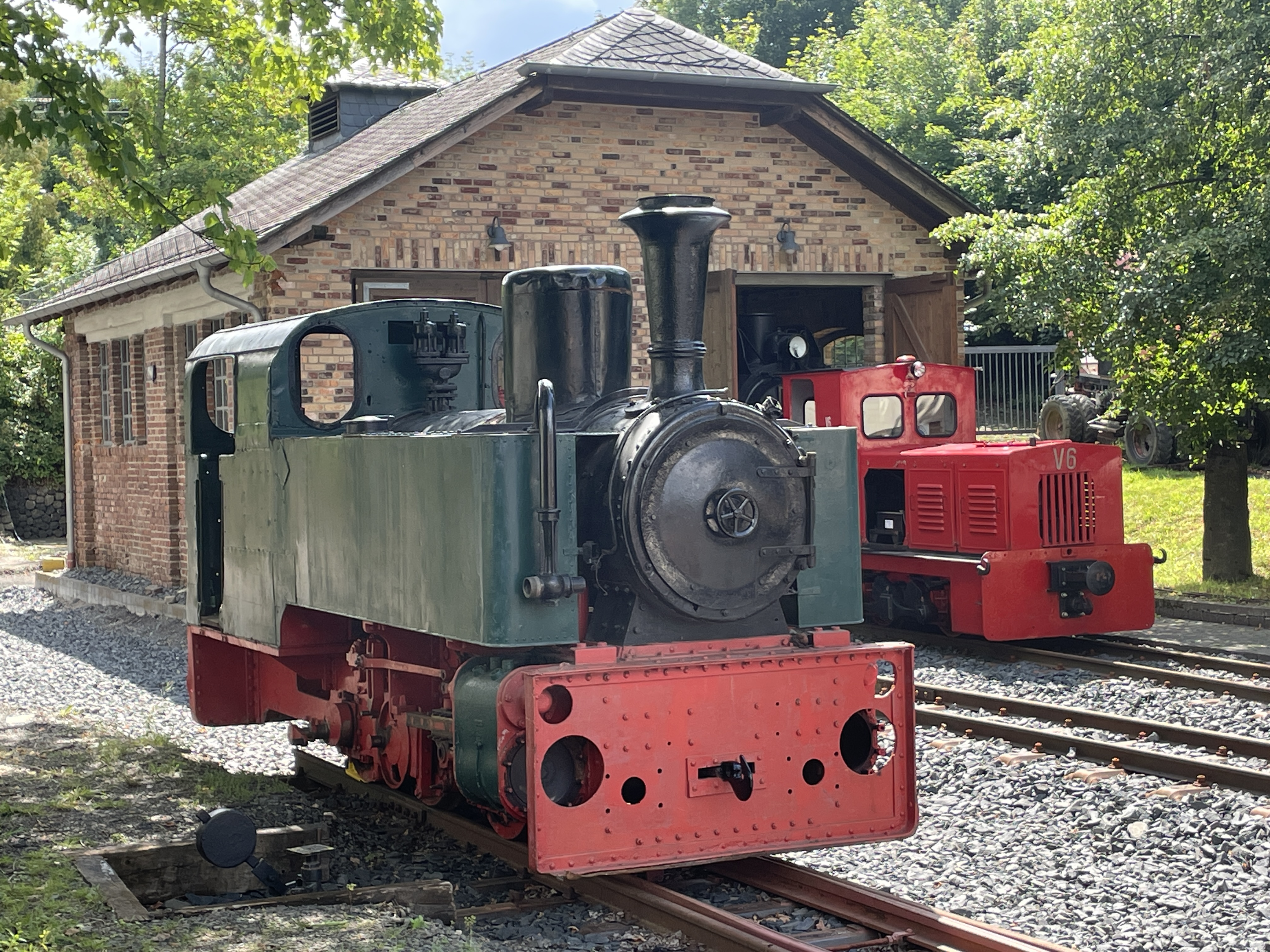
O&K 7729 im August 2025 in Asbach

## Relikte
Nach Betriebseinstellung blieben nur wenige Originalfahrzeuge der RSE erhalten, die an andere Schmalspurbahnen bzw. Privatleute verkauft wurden (siehe Fahrzeugtabelle). Fast alle Denkmäler der Bröltalbahn in den Orten entlang der ehemaligen Strecke sind daher Fremdfahrzeuge, die nie auf der Bröltalbahn eingesetzt wurden.
- In Niederpleis stand von 1987 bis 2002 im Bereich des ehemaligen Bahnhofs die originale RSE-Diesellok V 5 aus dem Steinbruch Eudenberg mit einem hölzernen Kippwagen als Denkmal. Die Versuche des RSE-Museums Asbach, diese originale Diesellok der RSE von der Gemeinde zu erwerben und nach Asbach ins Museum zu überführen, wurden von der Stadt Sankt Augustin ohne Begründung abgelehnt. Stattdessen verblieb die Lok in Niederpleis und wurde immer stärker Opfer von mutwilliger Zerstörung und Vandalismus. Die Stadt reagierte auf diese Zustände, indem sie Lok und Wagen 2002 in ihre Denkmalliste aufnahm und beide restaurieren ließ. 2004 wurden die Fahrzeuge im Bereich der Niederpleiser Mühle (circa 130 Meter von der ehemaligen Strecke Niederpleis – Oberpleis entfernt) erneut aufgestellt. Durch ein Dach und Gittermattenzäune (die die Sicht behindern) sind sie nun vor Wetter und Vandalismus geschützt.
- Die 1914 bei O&K gebaute 7729 „Basaltine“ ist seit dem 2. August 2025 im Bestand des Museums Asbach. Diese schmalspurige Dampflokomotive, ebenfalls 785 Millimeter, war einst auf der RSE-Anschlussbahn Rostingen – Rottbitze (Himberg) im Einsatz gewesen, beförderte also RSE-Güterwagons. Beschafft wurde sie jedoch durch die Basalt-AG Linz. Ein späterer Einsatz fand im Kalenborner Schmalspurnetz, oberhalb von Linz am Rhein, statt. Zwischenstation war für sie eine Aufstellung auf dem Kinderspielplatz der Rigalschen Wiese in Bonn Bad Godesberg, ehe sie nach einer optischen Aufarbeitung in Hangelar (unmittelbar neben der ehemaligen RSE-Trasse) in das RIM nach Köln kam. Als Besonderheit ist die außenliegende Trommelbremse zu erwähnen.
- Im 1981 errichteten RSVG-Betriebshof in Hennef (Sieg) erinnerte eine Dampflok, auf einem Schienenstück stehend, an die Zeit der Bröltalbahn. Diese Dampflok stammt von der Basalt AG Linz/Rhein. Hierbei handelt es sich um eine von Jung 1939 produzierte Luttermöller-Schmalspurlok mit der Fabriknummer 8301/1939, Typ 185 PS, Dn2t, Spurweite 785 Millimeter. Inzwischen gehört auch diese Lokomotive zum Bestand des RSE-Museums Asbach.
- In Hangelar wurde eine Feldbahndiesellok (Schwestermaschine zur V 6 des RSE-Museum Asbach) aus den neuen Bundesländern mit zwei polnischen Rübenwagen als Denkmal aufgestellt.
- In Ruppichteroth am Busbahnhof in der Brölstraße, am ehemaligen Bahnhof Buchholz, an der Autobahnausfahrt Hennef (Sieg)-Ost, an einem Kreisverkehr vor Asbach und in Bonn-Beuel in Rheinnähe wurden kurze Gleisstücke teils mit Prellböcken und mit Hinweistafeln („historische Schienenanlagen“) als Denkmal neu aufgestellt.
- In Asbach ist nahezu das komplette Gebäudeensemble des Endbahnhofs mit Empfangsgebäude, Güterschuppen und Lokschuppen erhalten geblieben und wird inzwischen soweit möglich in den historischen Zustand versetzt (siehe Kapitel „RSE-Museum Asbach“)
- Direkt vor dem Bahnhof Hennef (Sieg) liegt ein circa 30 Meter langes Stück Rillengleis im Pflaster, ebenfalls mit Hinweistafel.
- An manchen Orten entlang der ehemaligen Trassen finden sich noch heute Bauwerke der Bröltalbahn, die zum Teil neu genutzt werden oder verfallen. Das Empfangsgebäude in Beuel dient heute als Gaststätte Bahnhöfchen, das Empfangsgebäude in Niederpleis als Kindergarten. Weitere erhaltene Empfangsgebäude befinden sich in Dahlhausen, Mendt (ehemalige Agentur), Pützchen, Hangelar, Oberpleis, Quirrenbach und Rostingen – meist jedoch stark umgebaut (z. B. zum Wohnhaus) und von daher schwer wiedererkennbar.
- 1,5 Kilometer der Strecke von der Bonn-Beueler Rheinuferstraße bis zum Knotenpunkt Siegburger Straße/Gartenstraße/Pützchens Chaussee sind heute unter dem Namen „Bröltalbahnweg“ ein Fahrradweg, der die rechte Rheinstrecke mit einem typischen Tonnengewölbe-Tunnel unterquert, was noch an die frühere Nutzung als Bahntrasse erinnert. Diese Unterführung wird 2024 im Rahmen des Ausbaus zur S13 beseitigt und durch einen größeren Neubau ersetzt.
- Nahe der Rheinuferstraße liegen noch einige Meter Gleis zur Erinnerung an die Bröltalbahn. Nahe dem Knotenpunkt an der Gartenstraße befindet sich ein Zaun, bestehend aus originalen gelb lackierten RSE-Schienen.
- Nach dem Umbau der Haltestelle Sankt Augustin Zentrum / Hochschule Bonn-Rhein-Sieg der Siegburger Bahn wurde an die neu gebaute Brücke 2017 ein Graffito der Bröltalbahn gesprayt, das eine Lok sowie mehrere ehemalige Haltepunkte zeigt.[2][3]

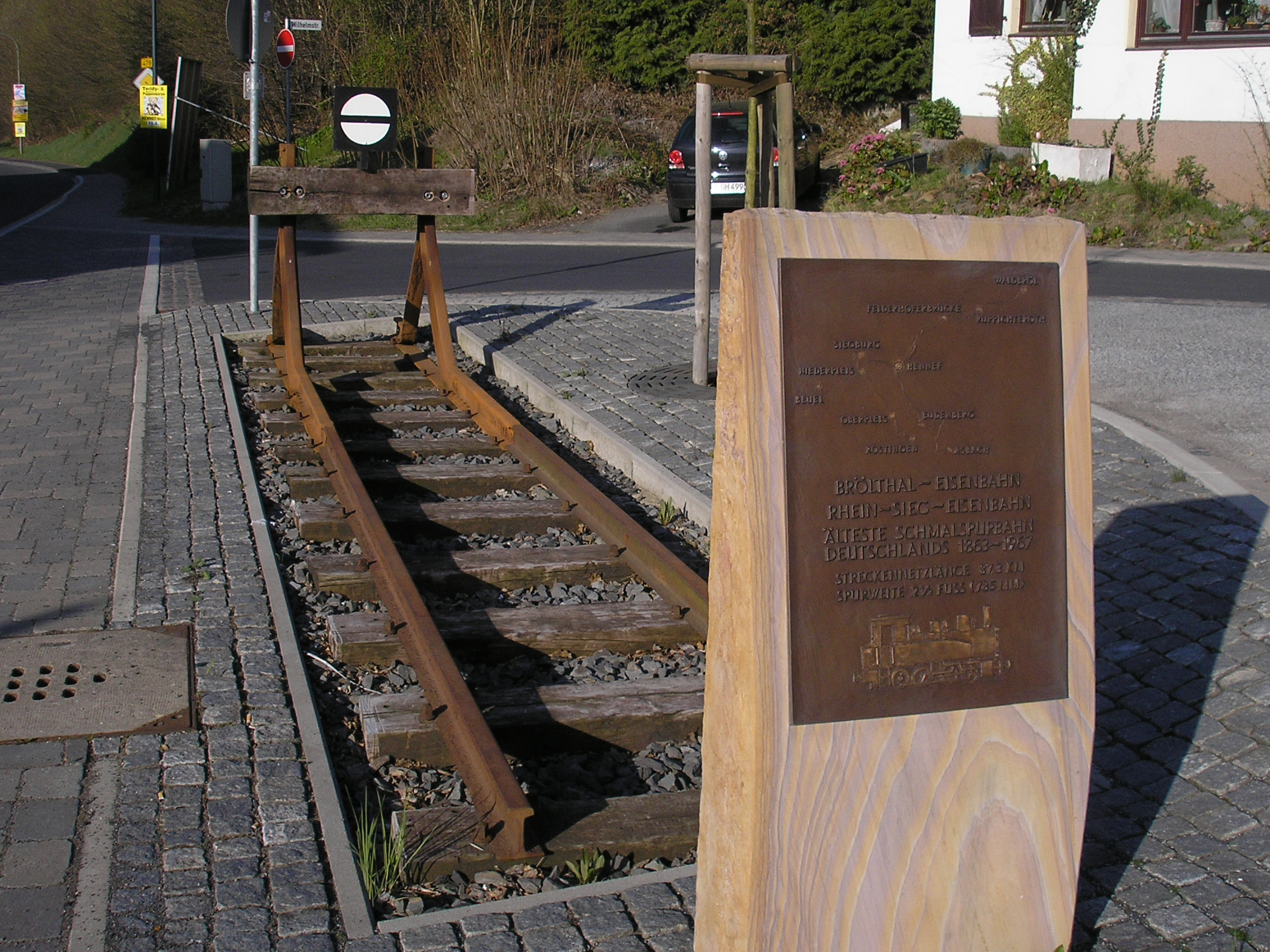
Erinnerungstafel in Ruppichteroth
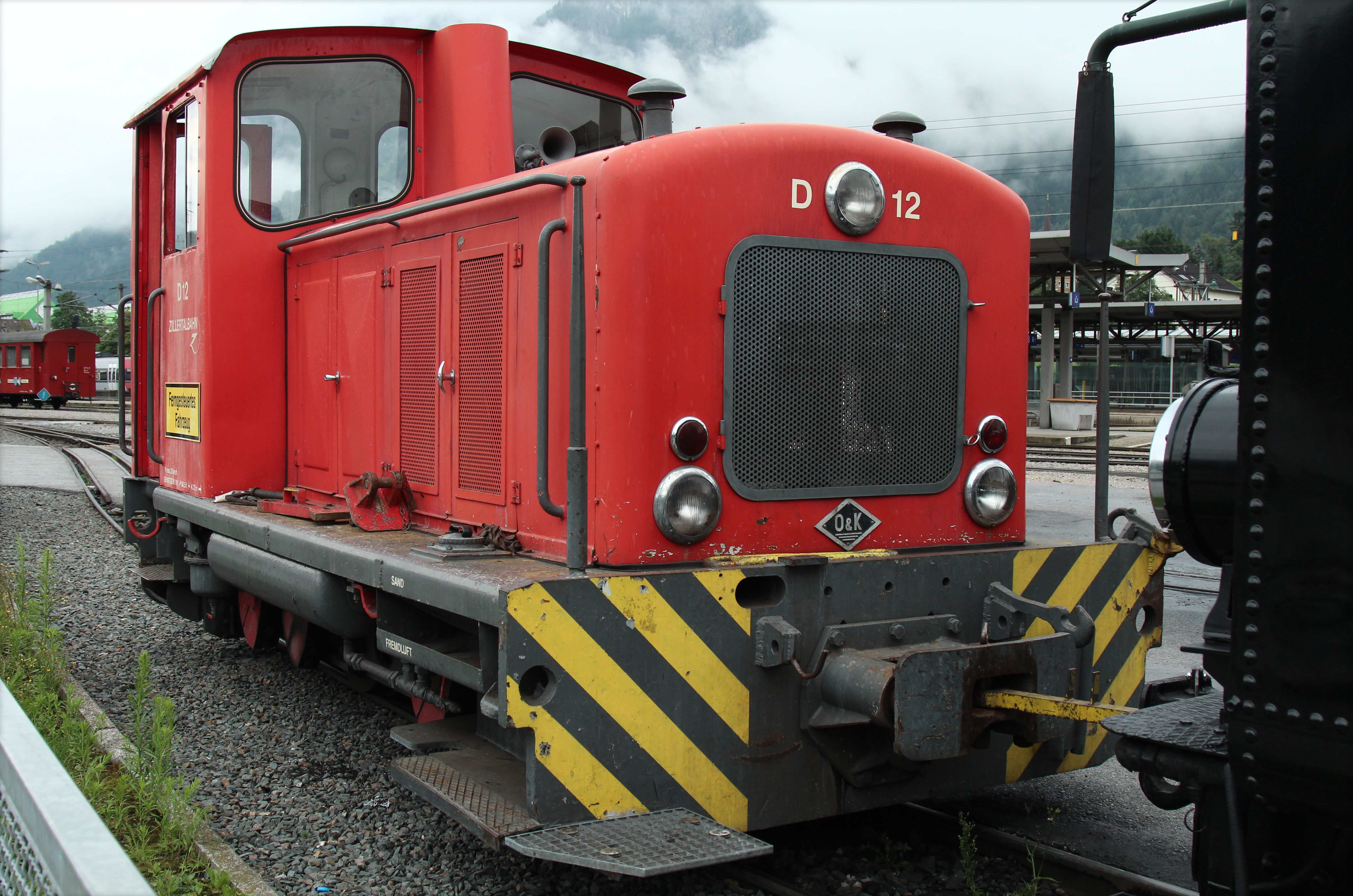
V 12 der Rhein-Sieg Eisenbahn, nun als D 12 bei der österreichischen Zillertalbahn im Dienst.
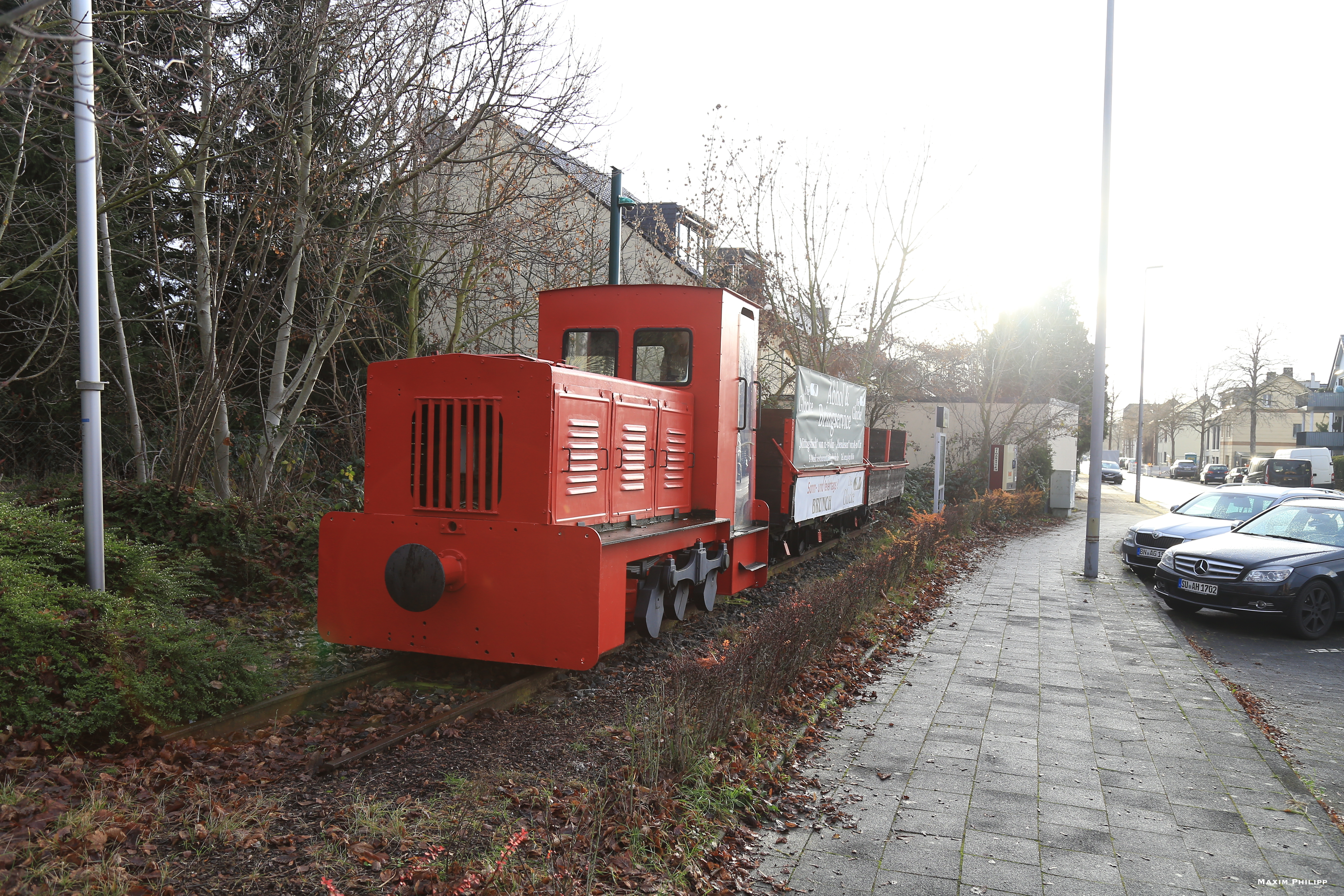
Bröltalbahn-Denkmalzug im ehemaligen Bf Hangelar
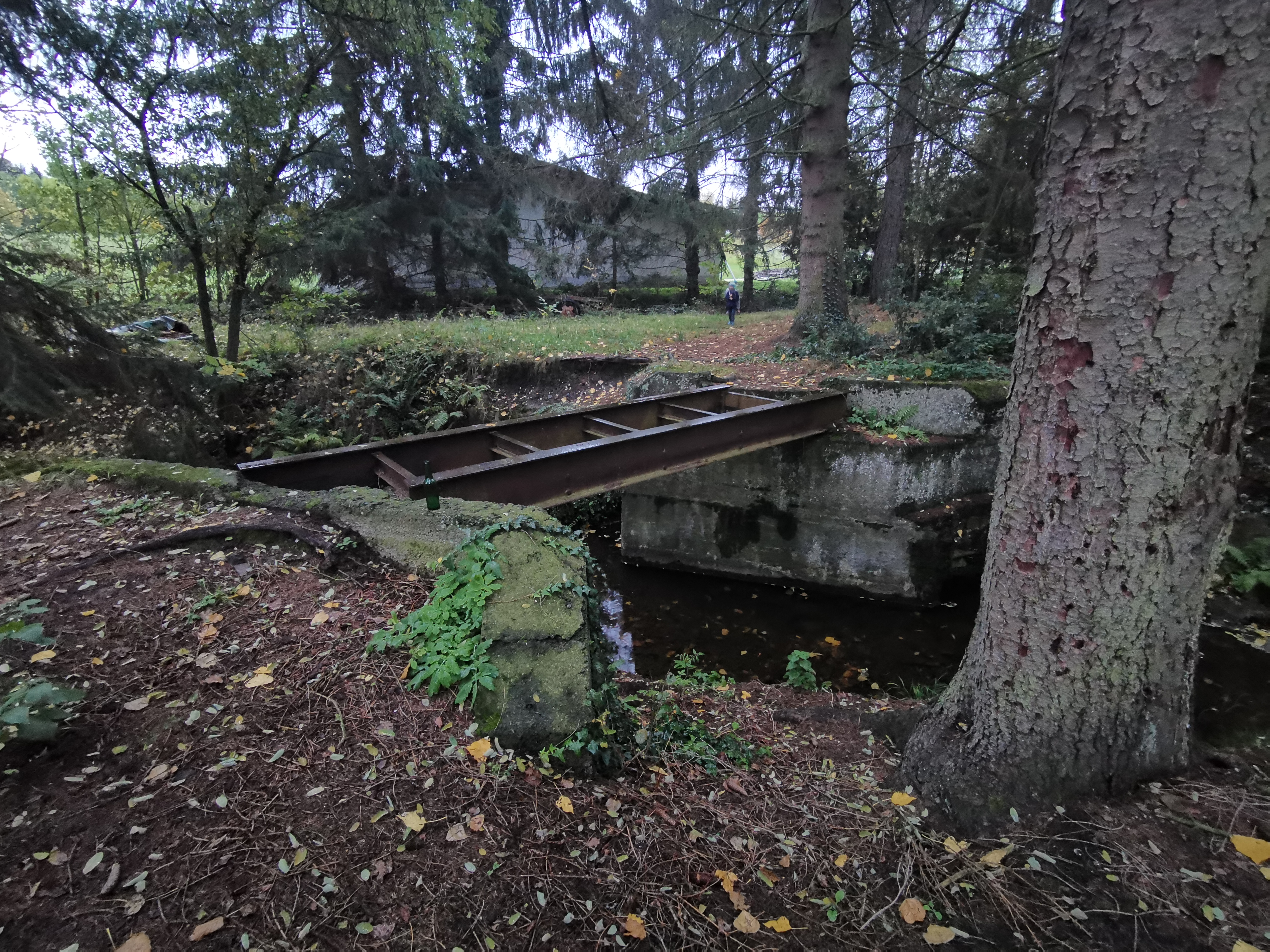
Stahlträgerbrücke des RSE Molkerei-Anschlusses in Krautscheid (2020)

## Gleiskörper
Die Spurweite der Bröltalbahn bzw. der Rhein-Sieg-Eisenbahn war im gesamten Schienennetz bis auf die Heisterbacher Talbahn 785 Millimeter, dies entsprach 2 1/2 Rheinischen Fuß. Die Heisterbacher Talbahn hatte eine Spurweite von 750 Millimetern. Die maximale Umgrenzung des Fahrzeugs betrug 3.400 Millimeter in der Höhe sowie 2.300 Millimeter in der Breite. Das etwas größere Lichtraumprofil dagegen betrug 3.500 Millimeter in der Höhe sowie 2.700 Millimeter in der Breite. Der Oberbau war meistens frei, nur die gesamte Stammstrecke der Bröltalbahn von Hennef nach Waldbröl lag in der Straße.
Eine Besonderheit war die Siegbrücke zwischen Siegburg und Mülldorf. Sie war primär eine Straßenbrücke der Provinzialverwaltung, durfte aber von der Bahn mitbenutzt werden. Allerdings war sie zu schmal, um Schienenfahrzeuge und Straßenfahrzeuge gleichzeitig aufzunehmen. Deshalb wurde sie mit Schranken ausgerüstet und einem Wärter besetzt, der den Verkehr regelte. Zusätzlich wurde 1911 die neue normalspurige Siegburger Bahn von Bonn nach Siegburg ebenfalls über diese Brücke verlegt, weshalb dort ein Vierschienengleis existierte. Deswegen erhielt sie zusätzlich noch ein Signalsystem. Dieser Zustand blieb bis zur Einstellung der RSE an dieser Stelle 1955 erhalten.

## Streckennetz
Die gesamte Streckenlänge betrug zu Zeiten der größten Ausdehnung von 1902 bis 1951 insgesamt 87,3 Kilometer. Das gesamte Schienennetz war zwischen den Jahren 1862 und 1902 erbaut worden. In dieser Zeit existierte auch eine 2,4 Kilometer lange Stichstrecke ins Saurenbachtal nach Schönenberg. Diese wurde im Jahre 1862 eröffnet, aber bereits im Jahre 1877 wieder abgebaut. Von den 87,3 Kilometern Strecke befanden sich 54,49 Kilometer auf eigenem Bahnkörper und 32,81 Kilometer auf der Straße. Außerdem besaß die Bröltalbahn bzw. Rhein-Sieg-Eisenbahn eine 1,28 Kilometer lange Drahtseilbahn zwischen dem Bahnhof Bennauberg und dem Steinbruch Plagerkopf. In Hennef (Sieg) und in Siegburg wurden normalspurige Güterwagen auf Rollböcke der Schmalspurbahn verladen. Im Beueler Rheinhafen wurden die Güter von der Bahn auf Schiffe verladen.

## Fahrzeuge

### Dampflokomotiven
Weil der Betrieb mit Dampflokomotiven viel günstiger war, als der mit Pferden, beschaffte die BTE 1863 die erste und 1865 die zweite Dampflok, die fortan als Nummer 1 und 2 gekennzeichnet waren. Es waren dreiachsige Tendermaschinen mit 280 Millimetern Zylinderdurchmesser, 340 Millimeter Kolbenhub und einer Masse von 12,6 Tonnen. Sie hatten eine Leistung von 120 PS. Erbaut wurden sie von der Maschinenfabrik Karlsruhe. Zehn Jahre später wurde dann die dritte, zweiachsige Lok gekauft. Ihre Masse betrug allerdings nur 9,5 Tonnen und hatte einen Kolbenhub von nur 330 Millimetern. Später waren die vorhandenen Loks dann generell zu schwach für den steigenden Güterverkehr bergauf, sodass 1878 eine stärkere Maschine beschafft wurde, die jedoch unruhig lief. Die frei werdenden Loks 1 und 2 wurden damit vorwiegend für den Personenverkehr eingesetzt. 1884 folgte die fünfte Lok, die laut Ausschreibung einen 150-Tonnen-Zug mit einer Geschwindigkeit von 15 km/h bei Gleisbögen von 60 Metern und einer Steigung von 1:80 ziehen sollte. Diese von der Maschinenfabrik Karlsruhe gebaute Lok bewährte sich sehr, sodass 12 der 14 zwischen 1891 und 1902 aufgrund des rasanten Ausbaus des Streckennetzes beschafften Loks in gleicher Bauweise gebaut wurden. Sie wurden allerdings nicht mehr von der Maschinenfabrik Karlsruhe, sondern teils von der Firma Orenstein & Koppel (vier Stück) und teils von der Arnold Jung Lokomotivfabrik aus Kirchen (Sieg) (acht Stück) geliefert. Die Loks 18 und 19, die nicht derselben Bauart wie die vorherigen waren, waren vierachsige Lokomotiven der Bauart Mallet, genauso wie die 1907 und 1914 folgenden Loks.
Nach dem Ersten Weltkrieg baute die Arnold Jung Lokomotivfabrik noch sechs Dampfloks für die Bröltalbahn. Die letzte war die 1944 ausgelieferte Nummer 53, die 51 Tonnen Masse aufwies, 11.345 Millimeter lang und 2.260 Millimeter breit war und höchstens 50 km/h schnell fahren konnte. Zwischen 1956 und 1959 sind vier Loks auf Ölfeuerung umgestellt worden, die RSE 31, die RSE 51–52 und die RSE 53.
| Nr.   | Bauart   | Hersteller   | Baujahr   | Fabriknummer      | bei der BTE/RSE in Betrieb bis                          |
| ----- | -------- | ------------ | --------- | ----------------- | ------------------------------------------------------- |
| 1     | Cn2t     | MFK          | 1863      | 194               | vor 1907                                                |
| 2     | Cn2t     | MFK          | 1865      | k. A.             | vor 1914                                                |
| 3     | Bn2t     | MFK          | 1874      | 877               | vor 1918                                                |
| 4     | Cn2t     | MFK          | 1878      | 1004              | vor 1919                                                |
| 5     | Cn2t     | MFK          | 1884      | 1105              | vor 1919                                                |
| 6–13  | Cn2t     | Jung         | 1891–1892 | 110–115, 141, 142 | 1923–1953 (Nr. 6 1943 an Trusebahn, ab 1949 DR 99 4611) |
| 14–17 | Cn2t     | O&K          | 1899      | 418–421           | 1957, 1963                                              |
| 18    | B’Bn4vt  | O&K          | 1901      | 891               | 1914–1918 HFB, nach Rückkehr ca. 1925 ausgemustert      |
| 19    | B’Bn4vt  | Jung         | 1902      | 599               | 1940 nach Oberschlesien, verschrottet ca. 1971          |
| 1     | B’Bn4vt  | O&K          | 1907      | 2548              | 1914–1918 HFB, nach Rückkehr ca. 1934 ausgemustert      |
| 2     | B’Bn4vt  | Jung         | 1914      | 2173              | ca. 1935                                                |
| 3     | Dh2t     | Jung         | 1918      | 2748              | 1960                                                    |
| 4     | Dh2t     | Jung         | 1919      | 3052              | 1959                                                    |
| 5     | Dh2t     | Jung         | 1919      | 3403              | 1959                                                    |
| 9     | Bn2t     | Hohenzollern | 1910      | 2618              | 1952                                                    |
| 31    | 1’D1’h2t | Borsig       | 1923      | 11535             | 1961                                                    |
| 32    | 1’D1’h2t | Borsig       | 1923      | 11536             | 1959                                                    |
| 51    | 1’D1’h2t | Jung         | 1923      | 3403              | 1965                                                    |
| 52    | 1’D1’h2t | Jung         | 1923      | 3404              | 1964                                                    |
| 53    | 1’D1’h2t | Jung         | 1944      | 10175             | 1968 an DGEG, heute RSE-Museum Asbach                   |
| 102   | C2n2t    | Hagans       | 1893      | 348               | 1926, 1923 von Oberschlesische Schmalspurbahnen         |
| 103   | C2n2t    | Hagans       | 1901      | 440               | 1926, 1923 von Oberschlesische Schmalspurbahnen         |

Ein Frontmodell im Maßstab 1:2 von Lok Nr. 5 (2. Besetzung) steht in Ruppichteroth an der Bröltalstraße.

### Diesellokomotiven
Ab 1922 setzte die RSE eine benzolbetriebene Lokomotive im Beueler Rheinhafen ein, die aber 1935 wieder ausgemustert wurde.
Seit 1951 legte die Rhein-Sieg-Eisenbahn zwar nacheinander ihre Strecken still, doch bestand die Hoffnung, die Strecke von Eudenberg nach Beuel erhalten zu können. Deshalb beschaffte die RSE von 1957 bis 1960 noch mal zwei Rangier-Diesellokomotiven bei Orenstein & Koppel mit 75 PS und drei Strecken-Diesellokomotiven mit 145 PS. Die Rangierloks waren für den Rheinhafen in Beuel und den Steinbruch Eudenberg vorgesehen, die drei Strecken-Dieselloks für den normalen Güterverkehr. Die Diesellok V6 existierte bei der Bröltalbahn nicht, sie ist eine von 860 Millimeter Spurweite umgespurte Diesellok des Bröltalbahnmuseums Asbach (Typ LKM Ns3h).
| Nr. | Bauart             | Hersteller                         | Baujahr | Fabriknummer | bei der RSE in Betrieb bis                                                       |
| --- | ------------------ | ---------------------------------- | ------- | ------------ | -------------------------------------------------------------------------------- |
| V1  | B bm               | Humboldt                           | 1922    | k. A.        | 1935                                                                             |
| V3  | B dm / O&K MV4A    | O&K                                | 1957    | 25771        | 1968 an BAG                                                                      |
| V4  | B dm / O&K MV4A    | O&K                                | 1965    | 16274        | 1968 an BAG                                                                      |
| V5  | B dm / Diema DS 40 | Diema                              | 1954    | 1659         | 1959 von BAG, 1963 zurück an BAG, seit 1968 Denkmallok, seit 1987 in Niederpleis |
| V6  | B dm / LKM Ns3f    | Lokomotivbau Karl Marx, Babelsberg | 1957    | 249238       | RSE-Museum Asbach, kein RSE-Fahrzeug, umgespurt von 860 mm Spurweite             |
| V11 | B dh / O&K MV8     | O&K                                | 1959    | 25923        | 1969 an Zillertalbahn, 1973 StLB (VL6), 2019 Lokalbahn Mixnitz–Sankt Erhard      |
| V12 | B dh / O&K MV8     | O&K                                | 1959    | 25965        | 1969 an Zillertalbahn (D12), auf Funkfernsteuerung umgebaut                      |
| V13 | B dh / O&K MV8     | O&K                                | 1960    | 25869        | 1969 an Zillertalbahn (D11), 2013 an RSE-Museum Asbach                           |

### Dieseltriebwagen
Der erste 12.598 Millimeter lange Triebwagen wurde 1934 beschafft, hatte einen Sechs-Zylinder-Daimler-Dieselmotor mit einer Leistung von 95 PS und fuhr 55 km/h schnell. 1938 und 1939 wurden dann noch vier weitere Triebwagen beschafft, weil die RSE plante, den gesamten Personenverkehr mit Triebwagen zu bewältigen. Dieses Vorhaben wurde allerdings durch den Zweiten Weltkrieg behindert und danach durch das Aufkommen der Omnibusse gänzlich zunichtegemacht.
Die Farben der Triebwagen waren vor dem Krieg tomatenrot (RAL 3013) an den Seiten und auf dem Dach elfenbein (RAL 1014), im Krieg an den Seiten und auf dem Dach laubgrün (RAL 6002) und nach dem Krieg an den Seiten blau (RAL 5012) und auf dem Dach wieder elfenbein (RAL 1014).
| Nr.                    | Bauart | Hersteller, Typ        | Baujahr | Fabriknummer | bei der RSE in Betrieb bis |
| ---------------------- | ------ | ---------------------- | ------- | ------------ | --- |
| T 1, ursprünglich T 50 | VT 4   | Wismar, Typ Rhein-Sieg | 1934    | 20234        | 1939, Umbau zu TA 1 nach Unfall |
| T 2                    | VT 4   | Wismar, Typ Rhein-Sieg | 1938    | 21103        | 1959 an Deutsche Eisenbahn Betriebs Ges., zum Triebwagenanhänger umgebaut als VB403. 2016 an Museum der Rhein-Sieg Eisenbahn Asbach. |
| T 3                    | VT 2   | Wismar, Typ Hannover   | 1938    | 21106        | 1955 |
| T 4                    | VT 4   | Wismar, Typ Rhein-Sieg | 1938    | 21107        | 1960 an Deutsche Eisenbahn Betriebs Ges., 1967 nach Unfall als VT302 verschrottet.                                                   |
| T 5                    | VT 4   | Wismar, Typ Rhein-Sieg | 1939    | 21147        | 1958 an Deutsche Eisenbahn Betriebs Ges., heute untergestellt im Lokschuppen von Bieringen (Jagsttalbahn) als VT 300.                |
| TA 1                   | VB 4   | Umbau aus T 1          | 1938    | -            | 1968 |
| TA 2                   | VB 4   | Eigenbau               | 1949    | -            | 1968, zwischenzeitlich als Schweißwagen/Dienstfahrzeug im Einsatz                                                                    |
| TA 3                   | VB 2   | Eigenbau               | 1946    | -            | 1955 |
| TA 4                   | VB 4   | Eigenbau               | 1938    | -            | 1959 an Deutsche Eisenbahn Betriebs Ges., heute abgestellt im Bahnhof Bieringen (Jagsttalbahn) als VB 400.                           |
| TA 5                   | VB 4   | Eigenbau               | 1938    | -            | 1959 an Deutsche Eisenbahn Betriebs Ges., heute abgestellt im Bahnhof Bieringen (Jagsttalbahn) als VB 401.                           |

### Personenwagen
Aufgrund mangelnder Erfahrung über Abmessungen von Fahrzeugen bei solchen Schmalspurbahnen wie der Bröltalbahn plante die Bahnaufsichtsbehörde bei der Einführung des Personenverkehrs auf der Bröltalbahn eine zulässige Wagenbreite von 1,57 Metern, also das Doppelte der Spurweite, und eine Höhe über der Schienenoberkante von 2,35 Metern ein. Später stellte sich aber heraus, dass diese Maße für die Beförderung von Personen ungeeignet waren, so dass man letztendlich eine Breite von 1,775 Meter und eine Höhe von 2,65 Meter über der Schienenoberkante festlegte. Die ersten Personenwagen waren 4,875 Meter lang und hatten an den Enden zwei Ein- und Ausstiegsplattformen, die durch zweiflügelige Türen mit dem Abteil verbunden waren. Außerdem waren sie grün angestrichen, hatten 14 Sitzplätze in der Holz- und 12 in der Polsterklasse und waren mit einem Kanonenofen für den Winter ausgestattet. 1884 setzte man testweise einen 5,3 Meter langen Wagen mit Lenkachsen, zwölf Sitzplätzen in einem und zehn in einem anderen Abteil ein. Auch die nachfolgenden Wagen wurden maßgeblich in der Länge verbessert. Die höchste Anzahl erreichte die Bahn 1923 mit 40 Wagen.

### Güterwagen
Die ersten Güterwagen, die für den Erztransport bestimmt waren und deshalb einen schrägen Boden und seitliche Klappen zum selbsttätigen Entladen hatten, wurden in der bahneigenen Werkstatt gebaut. Aus der Anfangszeit vor 1878 gibt es keine bestätigten Angaben über die Anzahl der Güterwagen. Es gibt nur eine Abhandlung aus dem Jahre 1875, die besagt, die Bahn habe 50 Güterwagen. Im Jahre 1878 waren es aufgrund der Einstellung des Erztransports 1877 nur noch 5 gedeckte und 21 offene Güterwagen. Wegen der Streckenausdehnung hatte man 1893 wieder mehr Güterwagen, und zwar 27 geschlossene Wagen (G-Wagen), inklusive der vorhandenen Gepäckwagen, mit einer Länge von 4,5 Meter, einer Breite von 1,5 Meter und einer Höhe von 1,8 Meter sowie 231 offene Wagen (O-Wagen), darunter offene Kastenwagen, Schüttgutwagen und Flachwagen. Bis 1926 gab es nur O-Wagen, die höchstens 7,5 Tonnen Last befördern konnten. 1926 beschaffte die RSE dann 44 O-Wagen, die 10 Tonnen Last transportieren konnten, worauf wenige Jahre später Wagen mit 20 Tonnen folgten. Neben diesen bahneigenen Güterwagen gab es ab 1906 drei Postwagen. Bis dahin gab es nur bahneigene Gepäckwagen mit Postabteil. Da die Bahnhöfe in Siegburg und Hennef für den Rollbockverkehr ausgerüstet waren, gab es außerdem 20 Rollböcke, um Normalspurwagen über die Schmalspurstrecken transportieren zu können, auf denen es im Profil möglich war.
Dies waren die Strecken:
- Hennef–Buisdorf
- Hennef–Mendt (ab 1945 bis Asbach)
- Siegburg–Rostingen
- Niederpleis–Hangelar
- Hennef–Waldbröl

Einige Rollböcke wurden an die österreichische Zillertalbahn verkauft, nachdem die RSE stillgelegt worden war.